# Lijst van oorlogsmonumenten in Voorne aan Zee
De Nederlandse gemeente Voorne aan Zee heeft verschillende oorlogsmonumenten. Hieronder een overzicht.
| Nr.                             | Object                                                                                                  | Herdachte groep                                                                                              | Ontwerper                                                  | Onthulling        | Type            | Locatie                                       | Plaats                              | Coördinaten                   | Foto                              |
| ------------------------------- | --- | --- | ---------------------------------------------------------- | ----------------- | --------------- | --------------------------------------------- | ----------------------------------- | ----------------------------- | --------------------------------- |
| 299                             | Monument aan de Meeldijk                                                                                | burgerslachtoffers                                                                                           |                                                            | 4 mei 1991        | overig          | Meeldijk 2, 3238 LC                           | Zwartewaal                          | 51° 53' 9" NB, 4° 12' 10" OL  | Monument aan de Meeldijk          |
| 303                             | Vrijheidsbos                                                                                            | algemeen |                                                            | 26 april 2000     | overig          | Brielse Maas                                  | Brielle                             | 51° 55' 42" NB, 4° 8' 34" OL  | Vrijheidsbos                      |
| 2017                            | Oorlogsmonument                                                                                         | burgerslachtoffers                                                                                           | S. de Boer, Han Rehm                                       | 4 mei 1950        | beeld/sculptuur | Havenkade                                     | Zwartewaal                          | 51° 52' 56" NB, 4° 13' 26" OL | Oorlogsmonument                   |
| 2018                            | Herdenkingsmonument                                                                                     | burgerslachtoffers                                                                                           |                                                            |                   | gedenksteen     | Burg. van Sleenstraat 6, 3231 XB              | Brielle                             | 51° 54' 12" NB, 4° 9' 34" OL  | Herdenkingsmonument               |
| 2019                            | Monument voor de gevallenen                                                                             | militairen in dienst van het Ned. Kon. 1940-1945, burgerslachtoffers, vervolgden Nederland, verzet Nederland | Hubert van Lith                                            | 2 september 1949  | beeld/sculptuur | Catharijnehof                                 | Brielle                             | 51° 54' 9" NB, 4° 9' 44" OL   | Monument voor de gevallenen       |
| 2948                            | Joods monument                                                                                          | vervolgden Nederland                                                                                         | Teus van den Berg-Been                                     | 1971              | overig          | Slagveld 36, 3231 AP                          | Brielle                             | 51° 54' 17" NB, 4° 10' 5" OL  | Joods monument                    |
| 3023                            | Indië-monument                                                                                          | militairen in dienst van het Ned. Kon. na 1945                                                               |                                                            | 19 juni 2004      | gedenksteen     | G.J. van Boogerdweg                           | Brielle                             | 51° 53' 29" NB, 4° 9' 49" OL  | Indië-monument                    |
| 1008                            | Verzetsmonument                                                                                         | verzet Nederland                                                                                             | ir. H.V. Gerritsen (ontwerper), P.B. Swildens (uitvoering) | 27 september 1947 | overig          | Rijksstraatweg 245, 3222 KD                   | Hellevoetsluis                      | 51° 51' 18" NB, 4° 8' 30" OL  | Verzetsmonument                   |
| Dit oorlogsmonument op Wikidata | Veteranenmonument Hellevoetsluis                                                                        | militair in dienst van het Ned. Kon.                                                                         | Peter Vermaat                                              | 9 juni 2016       | sculptuur       | Burgemeester van der Jagtkade                 | Hellevoetsluis                      | 51° 49' 30" NB, 4° 7' 40" OL  | Veteranenmonument Hellevoetsluis  |
| 2035                            | Monument voor Leendert van der Meer                                                                     | verzet Nederland                                                                                             | A. Stoelwinder                                             | 1946              | gedenkmuur      | Voorweg 48, 3233 SK                           | Oostvoorne                          | 51° 54' 39" NB, 4° 5' 60" OL  |                                   |
| 2036                            | Monument aan de Blindeweg                                                                               | verzet Nederland                                                                                             |                                                            |                   | zuil            | Blindeweg 7, 3235 NE                          | Rockanje                            | 51° 52' 51" NB, 4° 3' 49" OL  | Monument aan de Blindeweg         |
| 2048                            | Monument Duinen Tweede Slag                                                                             | verzet Nederland                                                                                             | H. van der Graaf                                           |                   | gedenksteen     | Tweede Slag, 3235 CR                          | Rockanje                            | 51° 52' 37" NB, 4° 2' 59" OL  | Monument Duinen Tweede Slag       |
| 2050                            | Monument op de Oude begraafplaats                                                                       | verzet Nederland                                                                                             | H. van der Graaf                                           | 4 december 1946   | gedenkmuur      | Zeeweg, 3235 AX                               | Rockanje                            | 51° 52' 28" NB, 4° 3' 48" OL  | Monument op de Oude begraafplaats |
|                                 | Oorlogsmonument Kerkplein - Oudenhoorn voor Bastiaan de Zeeuw (1915-1940) en Cornelis Blaak (1899-1942) | |                                                            |                   | zuil            | Protestantse kerk, Ring 1, 3227 AS            | Oudenhoorn                          | 51° 49' 42" NB, 4° 11' 30" OL |                                   |
| Dit oorlogsmonument op Wikidata | Stolpersteine                                                                                           | vervolgden Nederland                                                                                         | Gunter Demnig                                              |                   | reliëf          | Zie Lijst van Stolpersteine in Voorne aan Zee | Brielle, Hellevoetsluis, Oostvoorne |                               | Meer afbeeldingen                 |

Alblasserdam ·
Albrandswaard ·
Alphen aan den Rijn ·
Barendrecht ·
Bodegraven-Reeuwijk ·
Capelle aan den IJssel ·
Delft ·
Den Haag ·
Dordrecht ·
Goeree-Overflakkee ·
Gorinchem ·
Gouda ·
Hardinxveld-Giessendam ·
Hendrik-Ido-Ambacht ·
Hillegom ·
Hoeksche Waard ·
Kaag en Braassem ·
Katwijk ·
Krimpen aan den IJssel ·
Krimpenerwaard ·
Lansingerland ·
Leiden ·
Leiderdorp ·
Leidschendam-Voorburg ·
Lisse ·
Maassluis ·
Midden-Delfland ·
Molenlanden ·
Nieuwkoop ·
Nissewaard ·
Noordwijk ·
Oegstgeest ·
Papendrecht ·
Pijnacker-Nootdorp ·
Ridderkerk ·
Rijswijk ·
Rotterdam ·
Schiedam ·
Sliedrecht ·
Teylingen ·
Vlaardingen ·
Voorne aan Zee ·
Voorschoten ·
Waddinxveen ·
Wassenaar ·
Westland ·
Zoetermeer ·
Zoeterwoude ·
Zuidplas ·
Zwijndrecht